# Bomba toledana

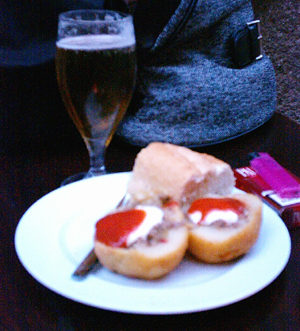
Bomba toledana.

La bomba toledana (« bombe tolédane ») est un mets typique de la gastronomie castillane de la province de Tolède. Elle est constituée d'une boule de purée de pomme de terre, farcie de viande hachée, préparée en ragoût (carcamusa), qui est ensuite roulée dans la chapelure avant d'être frite.
C'est une spécialité de tapas, habituellement consommée dans les bars et tavernes, accompagnée de boissons comme le vin et la bière, mais sa consommation avec des boissons non alcoolisées est fréquente.
On ajoute généralement divers assaisonnements, tels la sauce tomate, le ketchup, la mayonnaise ou la moutarde.